# 京都聖母学院小学校
京都聖母学院小学校（きょうとせいぼがくいんしょうがっこう）は、京都府京都市伏見区深草田谷町にある私立小学校。

## 特徴
カトリック精神に基づいた厳しい教育をしている。創立者はフランスから来日したメール・マリー・クロチルド・リュチニエ並びに6人のシスターたちである。
学院内も広々としていて、生徒の教育に適した場所と施設を設けている。国際クラスが設置されており、そこでは国語以外の多くの教科指導が英語で行われている。また、マナーを学ぶ一環として和装での礼儀作法の時間が取り入れられている。
私学ではめずらしく学童保育室が施設内に併設されている。幼稚園・保育園・インターナショナルプリスクール・中学・高校・修道院が全て同じ敷地内にあり交流行事もあるため、学校生活も充実している。

## 沿革
（沿革節の主要な出典は公式サイト）
- 1921年（大正10年）3月 - 創立者メール・マリー・クロチルド・リュチニエ初め7人の修道女来日、大阪玉造カトリック教会内に居を定める。
- 1923年3月 - 聖母女学院設立許可を受け、翌4月開校。
- 1948年（昭和23年） - 京都深草旧16師団司令部の跡地に京都聖母女学院設立。
- 1949年5月 - 京都聖母女学院開校。メール・マリー・クロチルド・リュチニエ、校長兼務。
- 1954年4月 - メール・サンジャン・ドーレ、京都聖母女学院長に就任。
- 1956年4月 - メール・ベルナデッタ・ゴーテ、京都聖母女学院長に就任。
- 1957年4月 - 小学校、男女共学制になる。
- 1960年
  - 4月 - 聖母学院に改名。
  - 10月 - 講堂および普通教室12教室設置。
- 1968年4月 - シスター小川、小学校長に就任。
- 1969年11月 - 学院生の通学路完成。
- 1973年4月 - シスター真隅、小・中・高等学校長に就任。
- 1974年10月 - 藤森聖母学院小学校創立25周年記念式典。
- 1977年4月 - 石田徹、小学校長に就任。
- 1980年5月 - 小学校体育館設置。
- 1984年3月 - 小学校校舎、全面建て替え工事に着手。
- 1986年4月 - 新校舎誕生。校長代行シスター岡田就任。
- 1987年4月 - シスター岡田、校長就任。
- 1989年（平成元年）4月 - シスター真隅、校長就任。
- 1991年4月 - コンピューター教育を導入。
- 1993年6月 - 聖母女学院創立70周年記念式典。
- 1996年4月 - シスター井上、小学校長に就任。
- 1998年4月 - 聖母学院小学校創立50周年記念。
- 1999年4月 - 楠井昭生、校長に就任。
- 2003年4月 - 国際コース開設。
- 2005年4月 - 橋本徹、校長に就任。
- 2006年4月 - 聖母学院小学校学童保育室設置
- 2009年4月 - 今井良三、校長に就任
- 2011年4月 - 京都聖母学院小学校へと校名を変更。新井眞幸、校長に就任
- 2013年4月 - 澤井広子、校長に就任

## 著名な出身者
- 泉里香
- 田畑智子（女優）
- 堀場幸子（衆議院議員）
- 山西惇